# Retour à la vie (pel·lícula de 1949)
Retour à la vie és una pel·lícula dramàtica francesa d'antologia francesa de 1949 en cinc parts dirigida per Georges Lampin, André Cayatte, Henri-Georges Clouzot i Jean Dréville (que va dirigir les dues últimes parts). Va ser inscrit al 3r Festival Internacional de Cinema de Canes.

## Sinopsi
La pel·lícula està composta per 5 esquetxos: 
- Le retour de Tante Emma d'André Cayatte
- Le retour d'Antoine de Georges Lampin
- Le retour de Jean de Henri-Georges Clouzot
- Le retour de René de Jean Dréville
- Le retour de Louis de Jean Dréville

ÉEstudi sobre el retorn a la vida normal dels presoners de guerra i deportats.
1. Le retour de Tante Emma : tornant -en un estat lamentable- al camp de Dachau on havia estat deportada, la tia Emma pateix la cobdícia de la seva família.
2. Le retour d'Antoine : el cambrer, Antoine, troba el seu lloc, però l'hotel és requisat pels Wacs (Women's Army Corps): d'aquí complicacions sentimentals.
3. Le retour de Jean : Jean Girard, de tornada de les presons nazis, troba a la seva mediocre pensió, un torturador de la Gestapo. Fa justícia.
4. Le retour de René : dificultats de readaptació per a René, suposadament els 1.500.000 repatriats, la seva dona l'ha deixat, el seu pis està ocupat. Es veu obligat a acceptar el que va ocupar el seu lloc i adoptar els seus fills.
5. Le retour de Louis : el poble on va néixer Louis es rebel·la quan s'assabenta que s'ha casat amb una alemanya, però el suïcidi està al final del camí.

## Repartiment
- Paul Azaïs com a capità
- Bernard Blier com a Gaston
- Jean Brochard com a licitador de l'hotel
- Léonce Corne com a Virolet
- Janine Darcey com a Mary
- Max Elloy com l'antic cambrer
- Louis Florencie com a cap de policia
- Paul Frankeur com a alcalde
- Jacques Hilling com a soldat
- Louis Jouvet com a Jean Girard
- Léon Larive com a Jules, el guàrdia
- Helena Manson com a Simone
- Marie-France Plumer com a tia Berth
- Nadal-Nadal com a René
- Jeanne Pérez com a mare
- François Périer com a Antoine
- Serge Reggiani com a Lluís, el marit de la jove alemanya
- Patricia Roc com a tinent Evelyn
- Noël Roquevert com a comandant
- Maurice Schutz com el vell